# 若松町 (豊橋市)
若松町（わかまつちょう）は、愛知県豊橋市の地名。

## 地理
豊橋市南部に位置する。東は西七根町、西は東大清水町・野依町、南は伊古部町・高塚町、北は野依町に接する。

### 字一覧
- 北ヶ谷（きたがや）[WEB 5]
- 豊美（とよみ）[WEB 5]
- 中山（なかやま）[WEB 5]
- 丸山（まるやま）[WEB 5]
- 若松（わかまつ）[WEB 5]

### 通学区域
|      | 小学校             | 中学校             | 高等学校 |
| ---- | ------------------ | ------------------ | -------- |
| 全域 | 豊橋市立野依小学校 | 豊橋市立南稜中学校 | 三河学区 |

## 歴史

### 町名の由来
若い松が生えてたから。

### 人口の変遷
国勢調査による人口および世帯数の推移。
| 1995年（平成7年）  | 237世帯 930人  |  |
| 2000年（平成12年） | 325世帯 1096人 |  |
| 2005年（平成17年） | 581世帯 1784人 |  |
| 2010年（平成22年） | 717世帯 2305人 |  |
| 2015年（平成27年） | 737世帯 2370人 |  |

### 沿革
- 1967年（昭和42年） - 豊橋市野依町・高塚町の各一部により、若松町として成立[2]。

## 交通
- 愛知県道伊古部南栄線[1]

## 施設
- 豊橋市開拓農協若松支所[1]
- 東海漬物豊橋マザー工場
- 野依若松公園
- 若松第三公園
- 丸山集会所
- 積水テクノ成型豊橋工場
- 佐川急便豊橋営業所
- 若松町公民館
- 若松神社
- 豊美第一公園
- 豊美第二公園
- 若松東中継ポンプ場

### WEB
1. ↑  “愛知県豊橋市の町丁・字一覧”.   人口統計ラボ. 2023年4月13日閲覧。
2. ↑  総務省統計局 (2017年1月27日). “平成27年国勢調査の調査結果(e-Stat) - 男女別人口及び世帯数 －町丁・字等” (CSV). 2021年7月21日閲覧。
3. ↑  “愛知県豊橋市の郵便番号一覧”.   日本郵便. 2023年4月13日閲覧。
4. ↑  “市外局番の一覧” (PDF).   総務省 (2022年3月1日). 2022年3月22日閲覧。
5. 1 2 3 4 5  “愛知県豊橋市 住所一覧から地図を検索”.   ONE COMPATH. 2023年8月17日閲覧。
6. 1 2  豊橋市教育部学校教育課 (2025年4月1日). “校区早見表（R7.4.1現在）” (PDF).   豊橋市. 2025年7月14日閲覧。
7. ↑  総務省統計局 (2014年3月28日). “平成7年国勢調査の調査結果(e-Stat) - 男女別人口及び世帯数 －町丁・字等” (CSV). 2021年7月20日閲覧。
8. ↑  総務省統計局 (2014年5月30日). “平成12年国勢調査の調査結果(e-Stat) - 男女別人口及び世帯数 －町丁・字等” (CSV). 2021年7月20日閲覧。
9. ↑  総務省統計局 (2014年6月27日). “平成17年国勢調査の調査結果(e-Stat) - 男女別人口及び世帯数 －町丁・字等” (CSV). 2021年7月21日閲覧。
10. ↑  総務省統計局 (2012年1月20日). “平成22年国勢調査の調査結果(e-Stat) - 男女別人口及び世帯数 －町丁・字等” (CSV). 2021年7月21日閲覧。
11. ↑  総務省統計局 (2017年1月27日). “平成27年国勢調査の調査結果(e-Stat) - 男女別人口及び世帯数 －町丁・字等” (CSV). 2021年7月21日閲覧。

### 書籍
1. 1 2 3 4  「角川日本地名大辞典」編纂委員会 1989, p. 1798.
2. ↑  「角川日本地名大辞典」編纂委員会 1989, p. 1420.